# Tim Gleason
Timothy „Tim“ Gleason (* 29. Januar 1983 in Clawson, Michigan) ist ein ehemaliger US-amerikanischer Eishockeyspieler und derzeitiger -trainer. Der Verteidiger absolvierte über 750 Spiele in der National Hockey League, den Großteil davon für die Carolina Hurricanes. Mit der Nationalmannschaft der Vereinigten Staaten gewann er bei den Olympischen Winterspielen 2010 die Silbermedaille. Seit September 2021 ist er bei den Hurricanes als Assistenztrainer tätig.

## Karriere
Der 1,83 m große Verteidiger begann seine Karriere bei den Windsor Spitfires in der kanadischen Juniorenliga OHL, bevor er beim NHL Entry Draft 2001 als 23. in der ersten Runde von den Ottawa Senators ausgewählt (gedraftet) wurde.
Bevor der Linksschütze jedoch ein NHL-Spiel für die Senators bestreiten konnte, wurde er am 11. März 2003 im Tausch gegen Bryan Smolinski zu den Los Angeles Kings transferiert. Für die Kings bestritt Gleason in der Saison 2003/04 seine ersten Spiele in der höchsten nordamerikanischen Profiliga, dabei wurde er jedoch auch immer wieder bei dem LA-Farmteam in der American Hockey League, den Manchester Monarchs, eingesetzt. Für die Monarchs spielte der US-Amerikaner auch während des NHL-Lockouts in der Spielzeit 2004/05. Am 29. September 2006 transferierten die Kings Tim Gleason schließlich zusammen mit Éric Bélanger im Tausch gegen Oleg Twerdowski und Jack Johnson zu den Carolina Hurricanes, für die der Abwehrspieler in der NHL auf dem Eis stand. Am 1. Januar 2014 wurde er im Tausch gegen John-Michael Liles und Dennis Robertson zu den Toronto Maple Leafs transferiert. Dort blieb Gleason nur ein halbes Jahr, ehe er sich im Juli 2014 erneut den Hurricanes anschloss.
Nach einem knappen halben Jahr in Carolina gaben ihn die Hurricanes im Februar 2015 an die Washington Capitals ab und erhielten im Gegenzug Jack Hillen sowie ein Viertrunden-Wahlrecht für den NHL Entry Draft 2015. Gleason beendete die Saison in Washington, erhielt jedoch keinen darüber hinausgehenden Vertrag. Nachdem er im November 2015 noch an einem Comeback bei den Carolina Hurricanes gearbeitet hatte, wechselte Gleason nach Ende seines Probevertrages ins Management bzw. Trainerteam der Hurricanes, beendete somit seine aktive Karriere und ist in Carolina fortan als eine Art Mentor tätig.
Seit der Saison 2018/19 gehörte er dann als Development Coach offiziell dem Trainerstab an, bevor er im September 2021 innerhalb der Organisation zum Assistenztrainer von Rod Brind’Amour befördert wurde.

## Erfolge und Auszeichnungen
- 2003 OHL Third All-Star Team
- 2010 Silbermedaille bei den Olympischen Winterspielen

## Karrierestatistik

### International
Vertrat die USA bei:
| - World U-17 Hockey Challenge 2000 - U20-Junioren-Weltmeisterschaft 2001 - U20-Junioren-Weltmeisterschaft 2003 | - Weltmeisterschaft 2008 - Olympischen Winterspielen 2010 |

(Legende zur Spielerstatistik: Sp oder GP = absolvierte Spiele; T oder G = erzielte Tore; V oder A = erzielte Assists; Pkt oder Pts = erzielte Scorerpunkte; SM oder PIM = erhaltene Strafminuten; +/− = Plus/Minus-Bilanz; PP = erzielte Überzahltore; SH = erzielte Unterzahltore; GW = erzielte Siegtore; 1 Play-downs/Relegation; Kursiv: Statistik nicht vollständig)